# Ochratoxine

Structuurformule van ochratoxine A.

Structuurformule van ochratoxine B.

Structuurformule van ochratoxine C.

Structuurformule van ochratoxine TA.

De ochratoxines vormen een groep van structureel verwante mycotoxines, die voorkomen in verschillende schimmels, waaronder soorten uit het geslacht Aspergillus en Penicillium.
Het belangrijkste lid van deze groep is ochratoxine A. Dit toxine komt overal ter wereld in natuurlijke vorm voor in plantaardige producten zoals granen, koffiebonen, bonen, gedroogd fruit, wijn, bier, grapefruitsap en zoethout. Als zodanig kan het terechtkomen in zoogdieren en potentieel accumuleren. Hoge concentraties van deze toxines zijn kankerverwekkend.